# João Monge
João Monge (Lisboa, 1 de Agosto de 1957) é um poeta e compositor português. Escreveu a letra da canção Timor, que se tornou num hino pela paz e independência de Timor Leste. 

## Biografia
João Monge nasceu no dia 1 de Agosto de 1957, em Lisboa. 
João Monge iniciou a actividade de letrista no início dos anos 80 com o grupo Trovante tendo participado em vários álbuns até à extinção do grupo.  Com Manuel Paulo, João Gil e Nuno Guerreiro esteve na fundação da Ala dos Namorados de que é autor de parte significativa das letras de todos os discos.
Criou em parceria com João Gil, o projecto Rio Grande que contou com a participação de outros nomes da música portuguesa, nomeadamente: Rui Veloso, Tim, Vitorino e Jorge Palma. 
É autor do disco O Assobio da Cobra em parceria com Manuel Paulo editado em Novembro de 2004.  Este disco conta com as participações de Zeca Baleiro, Manuela Azevedo, Vozes da Rádio, Arto Lindsay, Vitorino, Tim, Filipa Pais, Rui Veloso, Arnaldo Antunes, Dany Silva, Graça Reis, Jorge Palma, Camané, Sérgio Godinho e Carlos Guerreiro.   Participou como autor de textos no disco Estrela de José Peixoto e Filipa Pais.
Foi autor, em 2005, do disco das Vozes da Rádio de nome genérico Mulheres, e participou, com João Gil, nos discos da Filarmónica Gil. 
Para além destes trabalhos, escreveu letras para Rui Veloso, Ana Sofia Varela, Mísia, Camané, Luís Represas, Carlos do Carmo, etc. Em 2006 escreveu Crua, disco com letras de fado tradicional, para a fadista Aldina Duarte de que também foi produtor musical. 
Durante 2006 escreveu, em parceria com Manuel Paulo, parte significativa do disco Mentiroso Normal da Ala dos Namorados. Em 2008, juntamente com Manuel Paulo, realiza o projecto O Pássaro Cego. Este projecto, para além da componente musical para a qual Nancy Vieira dá a voz, conta igualmente com a colaboração do pintor João Ribeiro. 
Em 2009, em parceria com João Gil, compõe o disco Fados de Amor e Pecado, interpretado pela fadista Ana Sofia Varela, foi agraciado com o Prémio Amália para melhor disco de fado. Em 2010, de novo em parceria com João Gil, escreve o disco Baile Popular contando com a colaboração de Paulo Ribeiro, José Emídio, João Paulo e Luís Espinho nas vozes e dos músicos Mário Delgado, Alexandre Frazão e Miguel Amado. 
Tem colaborado como autor com António Zambujo sendo, até ao momento, um dos letristas mais cantados por este autor/intérprete.
Em 2011, estreia a peça, de que é autor, A Lua de Maria Sem. Esta peça, que incide sobre fados de Alfredo Marceneiro, tem como director musical José Peixoto, encenação de Maria João Luís e as interpretações de Maria João Luís e Manuela Azevedo. 
A 7 de Setembro de 2012, foi apresentado na Culturgest o Quinteto Lisboa que conta com a sua autoria nos textos a par das composições de João Gil. A 3 de Outubro de 2014, o Teatro da Terra estreia a sua peça A Abetarda, em parceria com o Município de Castro Verde e a participação de mais de 80 intérpretes desta localidade. 
Em 2016 são editados os disco Quinteto Lisboa (com Música de João Gil e José Peixoto) e Helder Moutinho, de título genérico Manual do Coração de que é autor dos textos. Este disco conta com composições de João Gil, Manuel Paulo, Vitorino, Pedro da Silva Martins e Luís Martins, Carlos Barretto, Marco Oliveira, Ricardo Parreira, Zeca Medeiros, Mário Laginha e de João Monge. 

## Prémios e reconhecimento
Em 2010, o disco Fados de Amor e Pecado, interpretado pela fadista Ana Sofia Varela e para o qual escreveu as letras, foi agraciado com o Prémio para Melhor Álbum, nos Prémios Amália. 
Ganhou foi distinguido com o Prémio Letrista, na edição de 2012 dos Prémios Amália. 
Escreveu a peça Chão de Água (inspirada na tragédia As Troianas, de Eurípides), colocado em cena pelo Teatro da Terra com encenação de Maria João Luís, que foi premiada pela Sociedade Portuguesa de Autores, nos Prémio Autores, como Melhor Texto Português Representado, em 2013. 
Escreveu a letra da canção Mistérios do Fado gravada pela Ala dos Namorados, é uma das 150 canções, que constam na antologia, As Palavras das Canções, organizada por João Calixto, editada com o apoio da Sociedade Portuguesa de Autores. 

## Discografia
João Monge colaborou nas seguintes edições:
| Título                   | Agrupamento       | Autores | Editora                              | Ano de Publicação |
| Cais das Colinas         | Trovante          | Luís Represas; José Martins; Artur Costa; Manuel Faria; Fernando Júdice; João Gil; Fernando Pessoa; Carlos Tê; Eugénio de Andrade; João Monge; Sérgio Godinho | [Lisboa] : EMI-Valentim de Carvalho  | 1983              |
| Sepes                    | Trovante          | Luís Represas; José Martins; Fernando Júdice; Artur Costa; José Salgueiro; João Gil; Manuel Faria; António Carlos Henriques; João Monge; Carlos de Oliveira; Mário de Sá Carneiro | Portugal : EMI-Valentim de Carvalho  | 1986              |
| Terra firme              | Trovante          | Luís Represas; João Gil; Artur Costa; Manuel Faria; João Monge; Fernando Júdice; Manuel da Fonseca; Florbela Espanca | [Lisboa] : EMI-Valentim de Carvalho, | 1987              |
| Ao vivo no Campo Pequeno | Trovante          | João Gil; João Monge; Luís Represas; José Salgueiro; Manuel Faria; Artur Costa; Fernando Júdice; José Martins; Carlos de Oliveira; Mário de Sá Carneiro; Maria Rosa Colaço; Florbela Espanca; Edgar Caramelo; Jorge Reis; Tomás Pimentel | [Lisboa] : EMI-Valentim de Carvalho  | 1988              |
| Um destes dias           | Trovante          | Artur Costa; Fernando Júdice; João Gil; José Salgueiro; Luís Represas; Rui Veloso; Rui Reininho; Alberto Lopes; João Monge; Sam Sheppard | [Lisboa] : EMI-Valentim de Carvalho  | 1990              |
| Ala dos namorados        | Ala dos namorados | João Monge; João Gil; Manuel Paulo; Margarida Gil; Florbela Espanca; José Moz Carrapa | Portugal : EMI-Valentim de Carvalho  | 1994              |
| Por minha dama           | Ala dos Namorados | Nuno Guerreiro; João Gil; José Moz Carrapa; Manuel Paulo; João Monge; Silva Tavares; Frederico de Freitas; Johann Wolfgang von Goethe; Paulo Quintela; Nélson Cascais; Rui Alves; José António Santos; Nuno Rodrigues; Claus Nymark; Jacinto Santos; Celso de Carvalho; Grupo Coral e Etnográfico Os Camponeses de Pias; Meninos d'Avó | [Lisboa] : EMI-Valentim de Carvalho  | 1995              |
| Rio Grande               | Rio Grande        | Rui Veloso; Tim; João Gil; Jorge Palma; Vitorino; João Monge | Portugal : EMI-Valentim de Carvalho  | 1996              |
| Paixões diagonais        | Mísia             | Maria João Pires; Ricardo Rocha; Mário Pacheco; José Manuel Neto; Carlos Manuel Proença; António Pinto; Marino de Freitas; Bernardo Moreira; Ricardo Dias; João Paulo Esteves; Radu Ungureanu; Manuel Rocha; David Lloyd; Maria Cristina Coelho; Tomás Pimentel; Rui Gonçalves; Luís Miguel Gonçalves; Carlos Alberto Gonçalves; Miguel Ramos; João Monge; Amélia Muge; Carlos Drummond de Andrade; Nóbrega e Sousa; Jerónimo Bragança; Carlos Neves; Vitorino; José António Sabrosa; Sérgio Godinho; Alfredo Marceneiro; António dos Santos; Mascarenhas Barreto; Fernando Pessoa; Rosa Lobato de Faria; Ricardo Jesus Dias | Paris : Erato                        | 1999              |
| Esta coisa da alma       | Camané            | Antero de Quental; José Marques; Fernando Pessoa; Jaime Santos; Manuela de Freitas; Aldina Duarte; Pedro Rodrigues; Armando Machado; David Mourão Ferreira; Reinaldo Varela; João Monge; Casimiro Ramos; Amélia Muge; Alfredo Correeiro; Edmundo Bettencourt; Júlio Dinis; Alfredo Marceneiro; José Joaquim Cavalheiro Júnior; José Mário Branco; José Manuel Neto; Carlos Manuel Proença; Carlos Bica | Lisboa : EMI - Valentim de Carvalho  | 2000              |
| Fora de mão              | Luís Represas     | João Monge; Soledade Martins Costa; Arnost Richter; Lúcia Moniz; Miguel Nuñez; Luís Fernando; Nani Teixeira; Osmany Sánchez; Carlos Lopes; Alexander Abreu; Amaury Pérez; José Luís Hernández; Tomas Ramos; Daniela; Nuno Guerreiro; Viviane; Yuri Daniel; André Sardet; João Pedro Pais; Miguel Gameiro; Susana Félix; Luis Angel Sánchez; German Velazco; Burian Jan; Orquestra Sinfónica Nacional da República Checa | Lisboa : Universal Music Portugal    | 2003              |
| Crua                     | Aldina Duarte     | Carlos Manuel Proença; José Manuel Neto | Lisboa : EMI - Music Portugal        | 2006              |
| Caçador de sóis          | Ala dos Namorados | Nuno Guerreiro; Manuel Paulo; João Monge; Mário Delgado; Massimo Cavalli; Jaume Pradas; Ruben Santos | [Lisboa] : Universal Music Portugal  | 2007              |
| Sem vintém               | Ala dos Namorados | João Monge; Manuel Paulo; Nuno Guerreiro; Inês Sousa; Joana Sousa; Mercês Figueiredo; Mariana Zenha; Mário Delgado; Alexandre Frazão; Massimo Cavalli | [Lisboa] : Universal Music Portugal  | 2007              |
| Mentiroso normal         | Ala dos Namorados | João Monge; Manuel Paulo; Nuno Guerreiro; Carlos Tê; José Mário Branco; Mário Delgado; Ruben Santos; Jaume Pradas; Massimo Cavalli; Alexandre Frazão; Inês Sousa; Joana Sousa; Mercês Figueiredo; Mariana Zenha; Nancy Vieira; José Medeiros; Jorge Palma; Sérgio Carolino; Daniela de Brito; Gonçalo Sousa; Evandra Gonçalves | [Lisboa] : Universal Music Portugal  | 2007              |
| Questão de Confiança     | Rui Veloso        | João Monge | [Lisboa] : EMI                       | 2005              |